# 尤哈·坦门派

画作《给帆船狗的告别》

尤哈·坦门派（芬蘭語：Juha Tammenpää，1959年—），芬兰艺术家。他以其从世界各地原始艺术借鉴而来的超现实主义版画而著称。
尤哈·坦门派的父亲是图形艺术家塔帕尼·坦门派（Tapani Tammenpää），尤哈的作品在1979年首次参加了全国性的画展。1981年他在瓦萨首次举办了个人画展。1983年在西德弗雷兴举办的国际版画回顾展授予坦门派画展最佳艺术家荣誉。1985年坦门派成为专职艺术家，并在次年获得了芬兰国家视觉艺术奖。
坦门派被认为是富有想象力的叙事家，他的作品研究有关人类心灵里的漩涡和在背后影响行为的感情和灵性。赫尔辛基日报在1996年评论他为可靠的超现实主义者，他的每个带有奇怪生灵的小画作都带来“足够的精神分析品味”。
坦门派的作品收藏于近40个芬兰公立机构和约10个其它国家的收藏机构中。
2009年在瓦萨现代艺术博物馆举办了坦门派50周年纪念展，除了版画之外也展示了粉彩画和用拼贴技术制作的丙烯画。2019年坦门派在瓦萨的一家画廊里举办了60周年画展。
自2022年年初起坦门派获得了艺术家退休金。